# Penk (Bayerbach bei Ergoldsbach)
Penk ist ein Gemeindeteil der Gemeinde Bayerbach bei Ergoldsbach im niederbayerischen Landkreis Landshut.

## Lage
Das Dorf Penk liegt an der Kreisstraße LA 28 einen Kilometer nördlich von Bayerbach am Bayerbacher Bach. Der Ort besteht Stand 1. November 2020 aus 16 Häusern.

## Geschichte
Erste urkundliche Erwähnung findet der Ort im 1200 im Einkünftebuch des Stiftes Niedermünster in Regensburg. In einer historischen Landkarte wird der Ort Penek genannt. Im Visitationsprotokoll der Pfarrei Hofkirchen aus dem Jahr 1861 wurden 66 Einwohner gezählt.

### Ehemalige Gemeinde Penk
Bis zum Ende des Jahres 1966 war Penk eine Gemeinde des im Jahr 1972 aufgelösten Landkreises Mallersdorf. Bei der Volkszählung von 1961 hatte die Gemeinde 167 Einwohner und bestand aus dem Dorf Penk, dem Kirchdorf Dürrenhettenbach, dem Weiler Stocka und der Einöde Pirket. Ihren höchsten Einwohnerstand von 235 hatte die Gemeinde in den ersten Jahren nach Ende des Zweiten Weltkriegs. Am 2. Dezember 1966 beschloss der Gemeinderat mit 5 zu 1 Stimmen sich freiwillig den Gemeinden Bayerbach bei Ergoldsbach und Langenhettenbach anzuschließen. Zum 1. Januar 1967 kamen die Ortsteile Penk und Pirket zur Gemeinde Bayerbach, die Ortsteile Dürrenhettenbach und Stocka zur Gemeinde Langenhettenbach.
Überregionale Bekanntheit errang der Ort Penk im Jahr 1988 beim 30-jährigen Gründungsfest der Tannenzapfenschützen Penk. Der damalige katholische Ortspfarrer Voss weigerte sich in Penk einen Feldgottesdienst abzuhalten. Er verlangte, dass die Vereine in die über 2 km entfernte Pfarrkirche in Bayerbach mit ca. 300 Plätzen kommen sollten. Da auch über die vorgesetzten Stellen des Pfarrers keine Einigung erreicht werden konnte, fragte man bei der Priesterbruderschaft St. Pius X in Zaitzkofen nach. Der damalige Regens Paul Natterer erklärte sich sofort freudig bereit, die Messfeier im römischen Ritus in Penk abzuhalten. Am 28. August 1988 wurde auf dem Ammerhof im 50-Seelen-Dorf Penk der feierliche Gottesdienst mit über 5500 Gläubigen zelebriert.
Boykottaufrufe benachbarter katholischer Pfarrer in Predigten, Briefen und in der Presse bis hin zum Generalvikar Morgenschweiß in Regensburg, der den Gottesdienstbesuchern öffentlich mit Exkommunikation drohte und zahlreiche Fernsehberichterstattungen hatten für zusätzliche, unfreiwillige Werbung gesorgt.

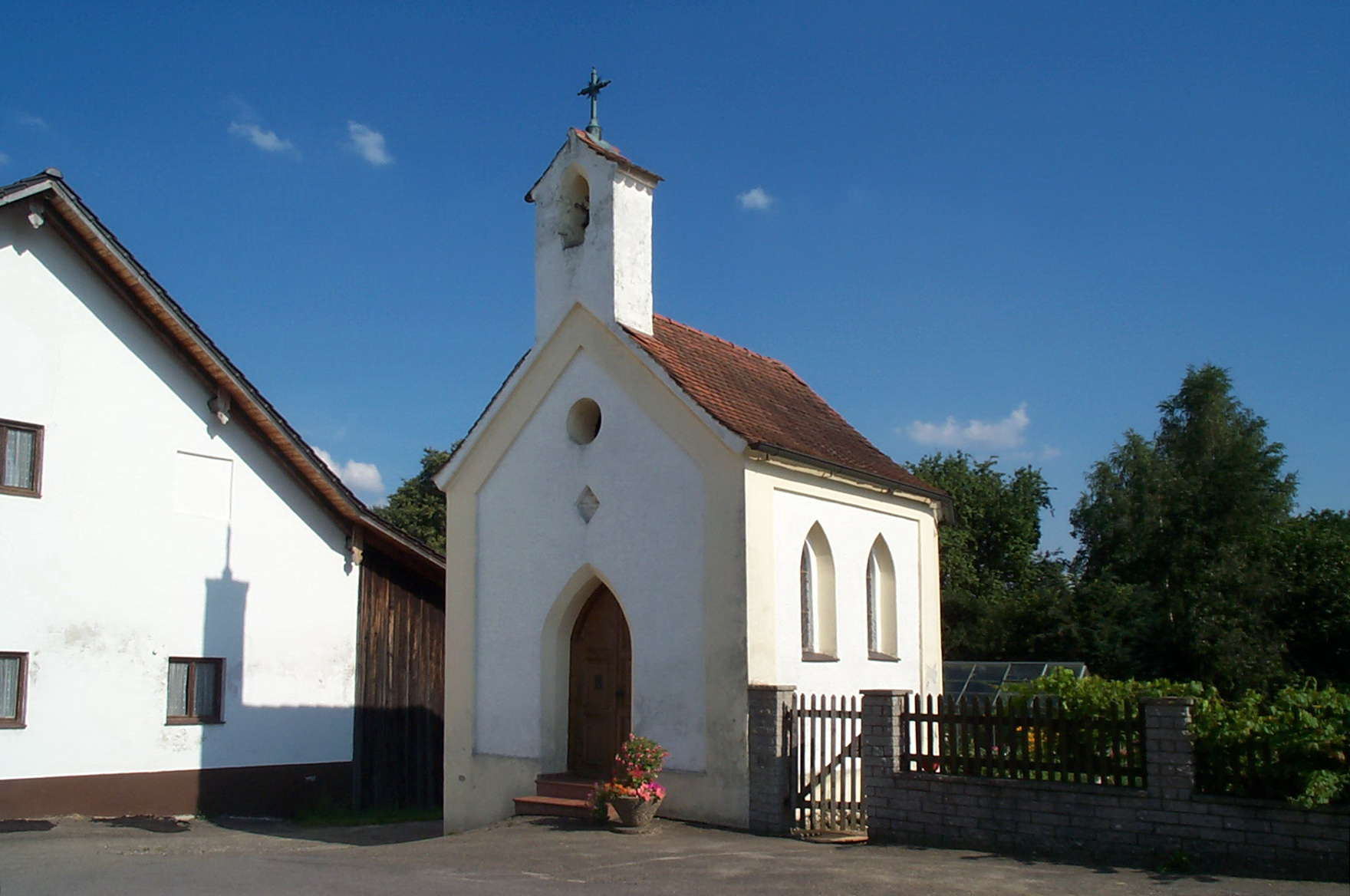
Dorfkapelle in Mariä unbefleckte Empfängnis

## Baudenkmäler
- Marienkapelle im neugotischen Stil mit Dachreiter am Ammerhof aus dem Jahr 1875.

## Vereinsleben
- Schützenverein Tannenzapfen Penk
- Hüttenfreunde Penk – Der im Jahr 2015 gegründete und im örtlichen Vereinsregister der Gemeinde Bayerbach eingetragene Verein „Hüttenfreunde Penk“ erfreut sich großer Beliebtheit bei den ansässigen Jugendlichen in Penk und der Umgebung. Ziel dieses Vereins ist die Pflege der bayerischen Tradition und Geselligkeit von Jung und Alt.